# Tesco
Tesco plc er en international supermarkedskoncern med hovedsæde i Storbritannien, hvor kæden sidder på omkring en tredjedel af dagligvaremarkedet. Det gør kæden til den største detailkæde i Storbritannien, mens den på verdensplan er fjerdestørst. I 2008 omsatte kæden for 48,3 mia. pund og beskæftigede 273.000 ansatte. I alt består kæden af 2.209 butikker i Storbritannien, Irland, Kina, Tjekkiet, Ungarn, Japan, Malaysia, Polen, Slovakiet, Sydkorea, Thailand, Tyrkiet og USA.
Tesco blev grundlagt i Londons East End i 1919 af Jack Cohen. Navnet Tesco opstod i 1924, da Cohen havde købt te fra T.E. Stockwell. Af de første bogstaver af leverandørens navn og de første bogstaver i sit eget efternavn, dannede han navnet Tesco, og i 1924 åbnede han den første Tesco-butik i Edgware i London. Virksomheden blev noteret på London Stock Exchange i 1947, og åbnede sin første selvbetjeningsbutik i St. Albans i 1951. I løbet af 1950'erne og 1960'erne voksede kæden ved at åbne butikker, men siden har en stor del af væksten sket gennem opkøb af eksisterende supermarkedskæder. En del af ekspansionen er i de senere år sket udenfor Storbritannien, bl.a. i Østeuropa og Østasien. De udenlandske markeder tegner sig i dag for 20 procent af Tescos omsætning.
I Storbritannien driver Tesco butikker under seks undernavne; Tesco Extra, Tesco, Tesco Metro, Tesco Express, One Stop samt non-food-kæden Tesco Homeplus.